# Міхаель Мец
Міхаель Мец (нім. Michael Metz, 16 червня 1964) — німецький хокеїст на траві.
Олімпійський чемпіон 1992 року, срібний призер 1988 року.